# M23化学兵器地雷

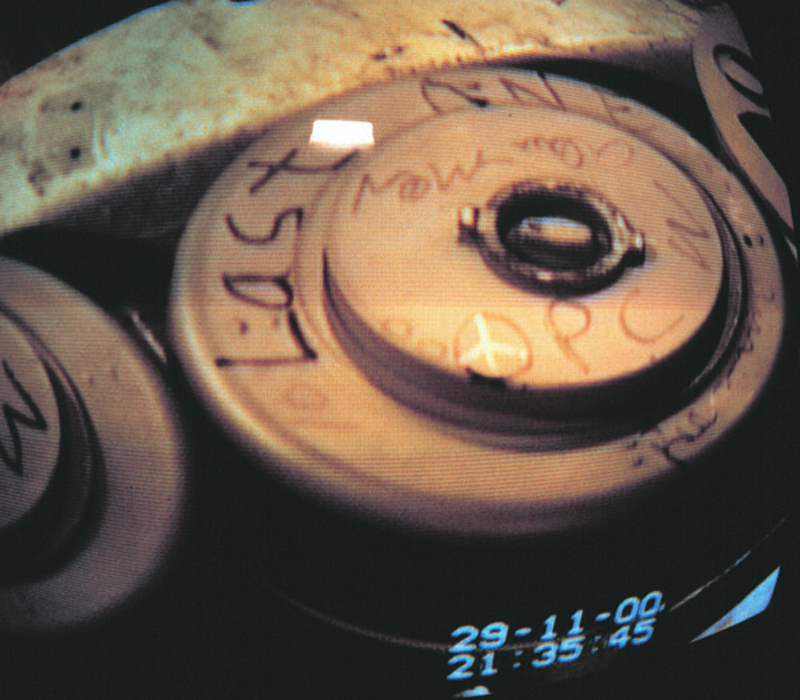
VXガスが充填されたM23化学地雷

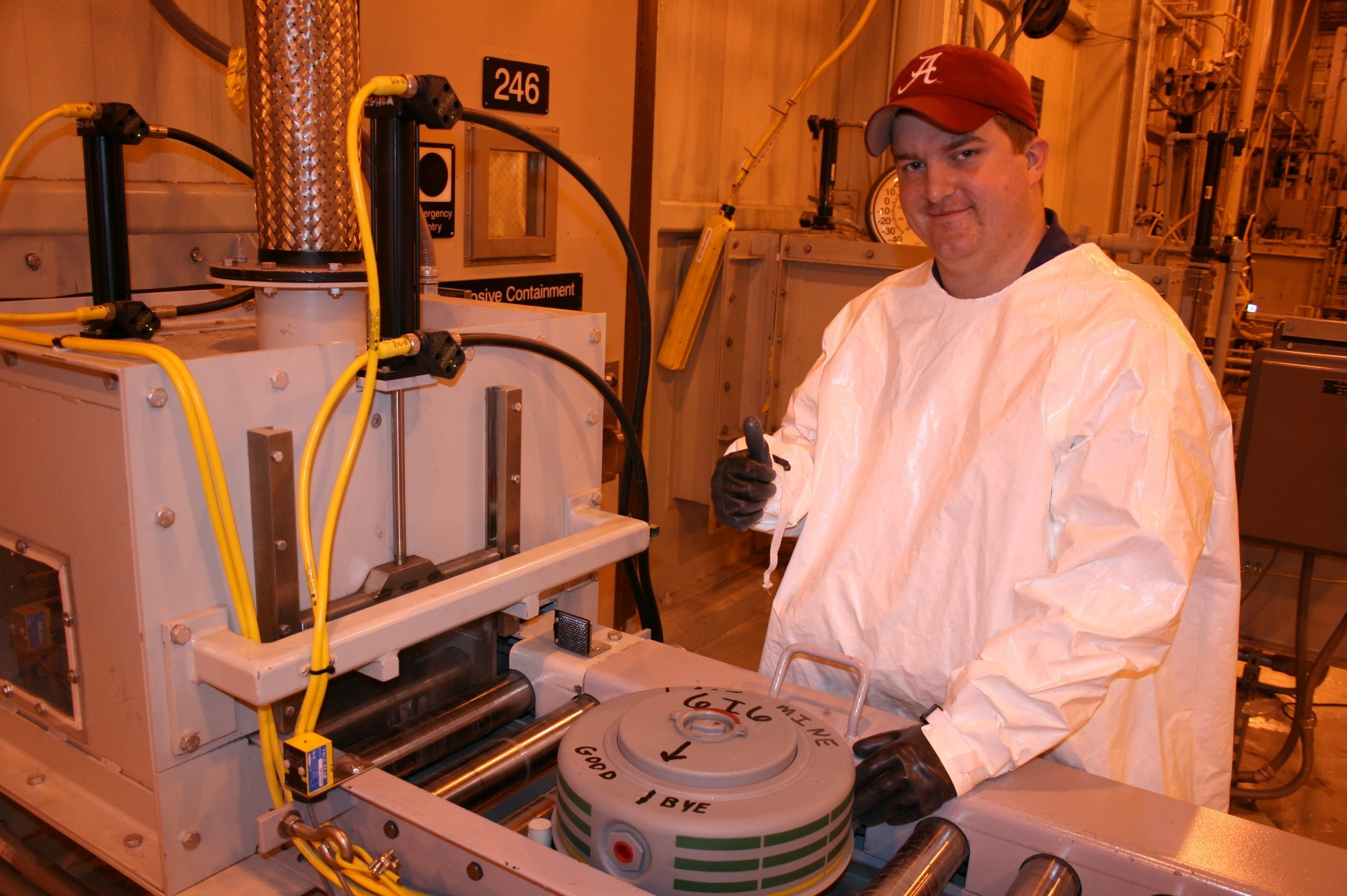
アニストン化学兵器処分場で処理される米国最後のM23化学地雷

M23化学兵器地雷(M23 chemical mine)とはアメリカ軍が使用していたVXガスを噴射する化学兵器地雷である。
1950年代後期に開発され、1960年代初期までに約100,000個が製造された。アメリカ軍はこの地雷の処分を2008年12月に完了した。。
この地雷は外観上はM15対戦車地雷と類似している。M603かM608信管を付けて使用される。起爆と同時にVXガスを加熱して噴霧する。

## スペック
- 直径: 13インチ (32cm)
- 高さ: 5インチ (12cm)
- 重さ: 22¾lb (10.3 kg)
- 内容物:VXガス4.8 kgとコンポジション B4爆薬0.37 kg